# Kazys Grinius
Kazys Grinius (17. prosince 1866, Selema – 4. června 1950, Chicago) byl litevský politik. Byl třetím prezidentem Litvy, svůj úřad zastával od 7. června 1926 do 17. prosince 1926. Byl taktéž pátým litevským premiérem, a to od 19. června 1920 až do své rezignace 18. ledna 1922. Za záchranu lidí během holokaustu byl v roce 2016 zařazen mezi Spravedlivé mezi národy.

## Život
Narodil se v Augustowské gubernii Kongresového Polska, které bylo součástí Ruského impéria. Vystudoval medicínu na moskevské univerzitě a stal se lékařem, nejprve v Kaspické flotile, později v Marijampolė a jinde. Jako mladý muž se zapojil do politických aktivit, publikoval vlastenecké a liberálně laděné články v deníku Varpas a byl pronásledován carskými úřady. V roce 1896 byl jedním ze zakladatelů Litevské demokratické strany (Lietuvių demokratų partija), jejíž program roku 1906 sepsal, roku 1905 spoluzaložil Litevský lidový rolnický svaz (Lietuvos valstiečių liaudininkų sąjunga). V letech 1905–1911 byl několikrát zatčen a uvězněn. V roce 1911 zorganizoval první zemědělskou výstavu v Litvě. V roce 1914 publikoval ve Varpu článek, kde jako první litevský politik otevřeně hovořil o nezávislosti Litvy.
V roce 1905 se oženil s Joanou Pavalkytėovou. Nějaký čas žili ve Virbalisu. Během první světové války žili v Kislovodsku. V roce 1918 byly během útoku Rudé armády zavražděny jeho žena a dcera. Když Litva v roce 1918 znovu získala nezávislost, Grinius se stal členem Ústavodárného shromáždění jako člen Litevského lidového rolnického svazu. V letech 1920 až 1922 byl předsedou vlády a podepsal mírovou smlouvu se Sovětským svazem. Za jeho vlády byla rovněž stanovena hranice s Lotyšskem a Litva byla přijata do Společnosti národů (22. září 1921). Byl jedním z autorů návrhu ústavy z roku 1922 - předsedou Prozatímního výboru pro návrh ústavy v Seimasu.
Později byl zvolen prezidentem, ale ve funkci byl pouze šest měsíců, protože byl sesazen převratem vedeným Antanasem Smetonou. Jednou ze záminek převratu byla i smlouva o neutralitě, kterou Grinius podepsal se Sověty. Grinius se pak věnovals své lékařské praxi v Kaunasu. Když nacistické Německo v roce 1941 napadlo Litvu, Grinius dostal nabídku vést vládu. Odmítl však s Němci spolupracovat, protože nesouhlasil s okupací Litvy jakoukoli cizí mocností. V roce 1942 sepsal memorandum německému generálnímu komisaři v Kaunasu, které protestovalo proti vystěhovávání Židů, Rusů a Poláků. Byl poté vyhoštěn do své rodné vesnice. V roce 1944 ho gestapo deportovalo do Německa. V následujících dvou a půl letech čtrnáctkrát změnil místo pobytu, nakonec se dostal do americké okupační zóny, kde skončil v táboře UNRRA pro lidi bez domova. Vzhledem k tomu, že Litva byla obsazena sovětskou armádou, nechtěl se domů již vrátit. S pomocí svého bratra se v roce 1947 usadil ve Spojených státech. Zde i zemřel.  Poté, co Litva získala znovu nezávislost, byly jeho ostatky roku 1994 vráceny do vlasti a zde pohřbeny v rodné vsi.